# Енбекшильдерский сельский округ
Енбекшильде́рский се́льский окру́г (каз. Еңбекшілдер ауылдық округі) — административная единица в составе района Биржан сал Акмолинской области Казахстана. 
Административный центр — село Енбекшильдерское.

## История
В 1989 году существовал как — Энбекшильдерский сельсовет (сёла Энбекшильдерское, Абай, Атансор, Придорожное, Трудовое) в составе Валихановского района Кокчетавской области.
В периоде 1991—1998 годов:
- Энбекшильдерский сельсовет после упразднения Валихановского района был включен в состав Энбекшильдерского района;
- Энбекшильдерский сельсовет был переименован и преобразован в Енбекшильдерский сельский округ;
- село Абай было упразднено;
- после упразднение Кокчетавской области вместе с районом сельский округ был включен в состав Акмолинской области.

В 2005 году сёла Придорожное, Трудовое были переименованы и преобразованы в аулы Акбулак, Актас.
В 2013 году село Атансор было упразднено.

## Население
| Численность населения | Численность населения | Численность населения |
| 1989                  | 1999                  | 2009                  |
| --------------------- | --------------------- | --------------------- |
| 2692                  | ↘1419                 | ↘1153                 |

## Состав
| № | Населённый пункт | Тип населённого пункта       | Население, 1989 | Население, 1999 | Население, 2009 |
| - | ---------------- | ---------------------------- | --------------- | --------------- | --------------- |
| 1 | Абай             | село, упразднено             | 296             | -               | -               |
| 2 | Акбулак          | аул                          | 580             | 318             | 150             |
| 3 | Актас            | село                         | 811             | 555             | 444             |
| 4 | Атансор          | село, упразднено             | 220             | 33              | 45              |
| 5 | Енбекшильдерское | село, административный центр | 785             | 513             | 514             |

## Местное самоуправление
Аппарат акима Енбекшильдерского сельского округа — село Енбекшильдерское, улица Орталык, 22.
- Аким сельского округа — Нурмуканов Аян Жаксылыкович[1].